# Modern Jazz
Modern Jazz ist seit den 1950er Jahren eine Sammelbezeichnung für die Jazzstile, die einsetzend mit dem Bebop nach dem Swing-Stil zwischen 1940 und 1960 entstanden. Teilweise wird der Begriff auch verwendet, um alle Jazzformen zu bezeichnen, die nach dem Traditional Jazz entstanden oder wird in anderer Weise zur Abgrenzung von älteren Teilen der Jazzgeschichte benutzt, entsprechend der wörtlichen Übersetzung von Modern Jazz aus dem Englischen.
Modern Jazz wurde durch das Modern Jazz Quartet, das den Terminus sogar programmatisch im Namen führte, in den 1950er Jahren zu einem beim Jazzpublikum gebräuchlichen Begriff.

## Geschichte
Der Bebop löste Anfang der 1940er Jahre den Swing(stil) ab und war der erste Stil des Modern Jazz. Mit seiner Entstehung werden vor allem die Musiker Charlie Parker, Dizzy Gillespie, Thelonious Monk und Kenny Clarke verbunden. Im Gegensatz zu den vorherigen Jazzstilen ist er nicht mehr ein Massentanzstil wie besonders der Swingstil der 1930er, sondern mehr „Zuhörmusik“ ('sophisticated'). Letztlich verwandelte sich der Jazz so in ein tendenziell experimentelles Musikgenre. Das bedeutete aber zugleich die Abkehr von der Vorherrschaft des Jazz als populäre Musik; vielmehr wurde der Jazz nun zu einer Musik mit Kunstanspruch, die sich an ein viel kleineres Publikum wendet.
Im Gegensatz zu den Stilen des Traditional Jazz, dessen Songs auf einfachen Harmonien aufbauen, wurde nun eine mit erweiterten Akkorden angereicherte komplexe Harmonik verwendet. Zudem besaß der Modern Jazz eine wesentlich größere Dynamik sowie Abstraktheit. Er erreichte in der öffentlichen Wahrnehmung Höhepunkte mit Musikern wie Miles Davis, Oscar Peterson oder Cannonball Adderley.
Der Modern Jazz reicherte den Jazz insgesamt und (in der Folge) die ganze Popularmusik mit vielerlei neuen Einflüssen an. Man führte ab Ende der 1940er Jahre neue Instrumente (beispielsweise das Horn oder Perkussionsinstrumente wie die Maracas) ein. Außerdem begann man, mit Einflüssen anderer Kulturen zu experimentieren, beispielsweise aus Afrika, wo der moderne Jazz auch dabei half, eine neue afrikanische Identität zu formen, und Indien. Der sogenannte Achtel-Swing (höre/siehe besonders Charlie Parker) entstand, und ungerade Taktarten fanden Eingang (Take Five, komponiert von Paul Desmond und populär geworden durch dessen Einspielung mit dem Quartett von Dave Brubeck, 1959).
In den späten 1950er Jahren begannen Musiker wie John Lewis oder Gunther Schuller, Elemente des Jazz mit „Neuer Musik“ (aus dem Bereich der „Klassischen Musik“) zu kombinieren. Diesen Stil nennt man Third Stream.
1959 erschien mit Kind of Blue von Miles Davis, das er unter anderem mit John Coltrane und Cannonball Adderley einspielte, das erste einflussreiche Album des „Modalen Jazz“. Dieser Stil basiert auf der Jazztheorie der Skalen („theory of modes“) des Pianisten George Russell. Jener Jazzstil ist dadurch gekennzeichnet, dass über eine Tonleiter (Modus, Skala) anstatt über einer Harmoniefolge des Themas improvisiert wird. Der Modal Jazz ist die letzte Modern-Jazz-Stufe in den 1950er Jahren.
Das Newport Jazz Festival 1958, das in einem berühmten Film dokumentiert ist, gilt als das letzte Jazzfestival des Modern Jazz vor dem Übergang zum Freejazz.

## Modern-Jazz-Stile
- Bebop
- Afro Cuban Jazz
- Hard Bop und Soul Jazz als dessen Unterstil
- Cool Jazz
- West Coast Jazz
- Modal Jazz
- Bossa Nova
- Latin Jazz
- Third Stream, Progressive Jazz

Nach der ersten, engeren Definition (s. o.) ist die Jazz-Entwicklung mit dem Modern Jazz nicht zu Ende. Vielmehr entstehen ab etwa 1960 der Free Jazz und Fusion, die als außerhalb des Modern Jazz stehend angesehen werden. Selbst der Neobop müsste dann ebenso wie der postmoderne Avantgarde Jazz, der Ethno-Jazz oder andere Formen eines Cross-Over abgegrenzt werden, weil in sie Elemente späterer Jazzstile eingegangen sind.

## Modern-Jazz-Standards
Im Modern Jazz zwischen 1940 und 1960 entstanden zahlreiche Kompositionen, die im Laufe der Jahre häufig auch von anderen Musikern aufgegriffen und zu Jazzstandards wurden. Hierzu zählen Bebop heads von Charlie Parker (z. B. Billie’s Bounce oder Ornithology), aber auch zahlreiche Original-Kompositionen von Dizzy Gillespie (A Night in Tunisia) und von Thelonious Monk (z. B. Round Midnight, Well You Needn’t, Blue Monk) ebenso wie Kompositionen von John Lewis (z. B. Django) und weiteren Boppern und Cool-Jazz-Protagonisten. Auch nach der ersten Blütezeit des Modern Jazz sind aber noch Stücke entstanden, die heute im allgemeinen Repertoire sind; beispielhaft seien hier Bluesette (von Toots Thielemans), The Girl from Ipanema (Antônio Carlos Jobim), St. Thomas (Sonny Rollins), Moanin’ (Bobby Timmons) oder Giant Steps (John Coltrane) genannt. Andere Stücke sind „von außen“ in den Jazz gelangt – etwa Manhã de Carnaval aus dem Film Orfeu Negro oder Autumn Leaves aus dem Bereich des Chanson.

## Unschärfen in der Begriffsverwendung
Wie der Name Modern Jazz (wörtliche Übersetzung aus dem Englischen: Moderner Jazz) und auch die Verwendung des Begriffs Zeitgenössischer Jazz (Englisch: Contemporary Jazz) schon sagt, kann das Verständnis von „modernem“ Jazz stark davon abhängen, in welcher Zeit man sich befindet; so galt etwa in den 1940er-Jahren der Bebop als „modern“ im Vergleich zu dem Bigband-Swing, der davor populär war. Im 21. Jahrhundert wird Modern Jazz zum Teil auch auf Werke des Jazz bezogen, die seit den 1990er-Jahren entstanden sind, eine Reihe aktuellerer jazzfremder Musikströmungen (vergleiche auch Modern Creative) und auch ältere Jazzstile wie Swing einbezieht, so dass die Grenzen verwischt werden. Spielformen des Modern Jazz können durchaus Bestandteile experimentierfreudiger Genres (wie dem Free Jazz) aufnehmen, wie bestimmte Harmonieformen, komplizierte Melodien und ungerade Taktarten. Es können ebenso Einflüsse anderer Genres wie der Klassischen bzw. Neuen Musik des 20. Jahrhunderts oder Klängen aus nicht-westlichen Kulturen wie im Fusion der 1970er Jahre verarbeitet werden. So haben es einige Modern-Jazz-Künstler geschafft, aus relativ komplexen Quellen zugängliches und hochmelodisches Material zu erstellen. Zu nennen wären hier Musiker wie Esperanza Spalding, Brad Mehldau, Vijay Iyer, Kurt Rosenwinkel, Jason Moran, Ambrose Akinmusire und Marius Neset.